# Terror Couple Kill Colonel
Terror Couple Kill Colonel è il terzo singolo del gruppo musicale britannico Bauhaus, pubblicato nel giugno 1980.

## Descrizione
Del singolo, pubblicato dall'etichetta 4AD, esistono due versioni, ognuna con una differente incisione di Terror Couple Kill Colonel sul lato B. Le versioni più rare (stampate in minor copie) hanno il codice di matrice "TA1PE AD 7 AA1".
Terror Couple Kill Colonel raggiunse la quinta posizione in classifica nella Official Independent Chart.
Il titolo della canzone si ispira ad un articolo di un giornale dell'epoca che riportava la notizia dell'assassinio del Colonnello statunitense Paul Bloomquist da parte del gruppo terroristico di estrema sinistra Banda Baader-Meinhof.

## Tracce
1. Terror Couple Kill Colonel – 4:22
2. Scopes – 1:28
3. Terror Couple Kill Colonel – 4:33

Durata totale: 10:23